# 만감
만감(晩柑)은 감귤나무 품종과 당귤나무(오렌지) 품종을 교배해 새로 만든 재배 감귤류 과일로, 통틀어 이를 때 만감류(晩柑類)라고도 부르며, 서양에서는 "탄제린(tangerine)"과 "오렌지(orange)"의 합성어인 탕고르(tangor)로도 불린다.
제주감귤 가운데 잘 알려진 만감류인 레드향, 진지향, 천혜향, 한라봉, 황금향, 한라향 등은 일본에서 개발해 도입된 품종이다. 한국산 만감류 품종으로는 가을향과 미니향, 윈터프린스 등이 있다.